# کریستل ویگیپو
کریستل ویگیپو (استونیایی: Kristel Viigipuu؛ زادهٔ ۱۹ اوت ۱۹۹۰) ورزشکار دوگانه اهل استونی است.